# Eric Bogosian
Eric Bogosian, em armênio/arménio:  Էրիկ Բոգոսյան (Boston, 24 de abril de 1953), é um ator, roteirista, dramaturgo e escritor norte-americano.

## Carreira

### Ator
De ascendência armênia, no cinema e na televisão, atuou em diversas produções, como: Special Effects, The Stuff, Under Siege 2: Dark Territory, Cadillac Records, Miami Vice, Law & Order, The Good Wife, Interview With The Vampire entre muitos outros trabalhos. Também é destacado ator da Broadway.

### Escritor
É autor dos livros "Mall, Wasted Beauty, and Perforated Heart", "Operation Nemesis: The Secret Plot that Avenged the Armenian Genocide", "Notes From the Underground", entre outros.

### Roteirista
Roteirista de vários programas e séries de televisão, no cinema escreveu o roteiro do filme Talk Radio, baseado em sua própria peça teatral. Além de escrever, também atuou como o protagonista deste filme.

### Dramaturgo
Premiado dramaturgo, foi indicado ao Prémio Pulitzer de 1988 pela peça "Talk Radio". A peça "SubUrbia", de sua autoria, ganhou um Obie Award de melhor direção para Robert Falls. O próprio Eric Bogosian já ganhou três Obie Award por monólogos encenados na Broadway. Também ganhou, por duas vezes, a Bolsa Guggenheim. Mesmo não sendo um prêmio, esta bolsa e muito procurada por autores, sendo que os escolhidos ganham muito destaque, já que não é um financiamento para iniciantes, mas sim, para personalidades do meio teatral, musical e afins.

## Ligação externa
- Eric Bogosian. no IMDb.